# Markaz Abū Kabīr
Markaz Abū Kabīr (arabiska: مركز أبو كبير) är en region i Egypten.   Den ligger i guvernementet ash-Sharqiyya, i den norra delen av landet, 90 km nordost om huvudstaden Kairo.